# Ниписинг (народ)
Ниписинзи су алгонквински народ, староседеоци су области Великих језера у Северној Америци. Ниписинзи заједно са Отавама, Оџибвама, Потаватомијима, народом Алгонквин и Мисисогама чине Анишинабе групу алгонквинских народа. Насељени су на језеру Ниписинг северно од залива Џорџијан (залив језера Хјурон). Говоре ниписиншким језиком (који је у ствари дијалекат оџибвејског језика) који припада централној групи алгонквинских језика. Ниписинзи никада нису били бројан народ, процењује се да их је у време првог контакта са Французима око 1615. било око 1.000. Почетком 21. века већина Ниписинга је насељена на резервату Ниписинг 10, чија је површина око 210km², а који се налази на северној обали језера Ниписинг. На резервату је према подацима канадског пописа становништва 2011. живело 1.450 становника. Мањи број Ниписинга такође живи и на резервату са мешаним становништвом (најбројнији су Мохоци (племе Ирокеза)) Ока, као и широм Канаде. Због своје малобројности често су представљени као племе суседних сродних анишинабских народа Оџибва, Алгонквина или Отава.

## Историја

### 17. век
До првог контакта са Европљанима дошло је 1615. када су се сусрели са француским истраживачем Самјуелом де Шампленом. Због великог броја даброва који су живели на језеру Ниписинг, као и због трговинских веза са Оџибвама и Кријима, Ниписинзи су постали значајан трговински партнер Французима. Који су им у замену за даброво крзно продавали ватрено оружје и друге европске производе. Због велике тражње Француза за крзном, убрзо је дошло до смањења популације дабра на језеру Ниписинг, због чега су Ниписинзи почели да их лове на територији других народа што је довело до сукоба. Ниписинзи су 1630-их и 1640-их ушли у савез са Отавама, Тиононтатима (Петунима), Хјуронима и Неутралима, а против Потаватомија, Кикапуа, Маскутена, Фокса и Саука са територије данашњег Мичигена. У Дабровим ратовима који су уследили (1630-1700) мичигенски староседеоци су поражени и потиснути на запад. Њих су 1650-их Ирокези потпуно протерали из Мичигена у Висконсин.
Ниписинзи су имали велике користи од трговине са Французима али су такође због контакта са њима били изложени ширењу епидемија заразних болести. Једна од првих епидемија која их је погодила била је епидемија великих богиња, која се појавила у Новој Енглеској 1633-1634 након чега се проширила до долине река Сен Лорен и Отава и језера Ниписинг 1636-1637.
Након што су Мохоци (племе Ирокеза) напали Алгонквине и Монтање око реке Сен Лорен и потиснули их одатле, Французи граде нову трговинску постају у Монтреалу 1642, након тога Ирокези продиру у долину реке Отаве, чиме пресецају приступ Монтреалу са запада. Ирокези и Французи потписују мир 1645. али њиме нису били обухваћени савезници Француза. Због чега се настављају сукоби између Ирокеза из племена Мохок и Онајда са Алгонквинима и Ниписинзима. Ниписинзи склапају савез са Алгонквинима и Монтањима али бивају поражени. У исто време западни Ирокези (Кајуге, Онондаге и Сенеке) воде рат са Хјуронима. Западним Ирокезима се убрзо придружују Мохоци, након чега 1649. Хјурони бивају поражени, као и хјуронски савезници Тиононтати. Након тога 1650. настављају се сукоби Мохока са Ниписинзима и Алгонквинима, а западни Ирокези започињу сукоба са Неутралима. Након три године рата 1653. Ниписинзи напуштају језеро Ниписинг и беже на запад ка Отавама и Оџибвама. Ниписинзи се насељавају на језеру Нипигон где остају до 1671. када успевају да се врате назад на језеро Ниписинг.
Након убиства француског језуитског свештеника који је деловао као француски амбасадор 1658, поново почиње сукоб Ирокеза и Француза. Рат се завршава 1667. поразом Ирокеза. Овог пута мировним споразумом су обухваћени и француски савезници. Ниписинзи се убрзо након тога враћају на језеро Ниписинг.

### 18. и 19. век
Француски мисионари су 1721. убедили групу од 250 Ниписинга и 100 Алгонквина да се населе у мисионарско село западно од Монтреала у коме је живело око 300 Мохока хришћана, село су Ниписинзи и Алонквини називали Ока. У Оки Ниписинзи постају део савеза познатог по имену Седам нација Канаде (коју је чинило неколико група Ирокеза, Алгонквина, Ниписинга, Хјурона, Абенакија и новоенглеских алгонквиских народа). Седам нација Канаде су били најзначајнији савезник Француза у рату против Британаца током Рата краља Џорџа 1744-1748 и Француског и индијанског рата 1755-1763. Након пораза Француза у рату, Седам нација Канаде потписују мировни споразум са Британцима.
Седам нација Канаде постају савезници Британаца и заједно са Ирокешком конфедерацијом учествују у гушењу Понтијаковог устанка, а затим и на страни Британаца у Америчком рату за независност 1775-1783. Резерват Ока је у наредним годинама смањиван да би се створио простор за насељавање британских лојалиста који су напустили САД након независности од Велике Британије. Ниписинзи су на страни Британаца учествовали и у Рату из 1812. Резерват Ока 1835. погађа епидемија колере, у којој умире велики број његових становника.

### 21. век
Данас веома мали број Ниписинга живи на резервату Ока у коме је становништво мешовито, већина је насељена на резервату Ниписинг 10.